# Víga-Glúms saga
Die Víga-Glúms saga gehört zu den Isländersagas, die hauptsächlich in der Handschrift Möðruvallabók zusammengetragen wurden. Sie stammt vermutlich aus der Mitte des 12. Jahrhunderts.

## Handlung
Die Geschichte spielt im Jahr 900 am Eyjafjörður und erzählt von Glúmr Eyjólfsson (Glúm Sohn des Eyjólfur). Glúm konnte nach dem Tode seines Vaters nicht verhindern, dass seine Verwandten sich seine Hälfte des väterlichen Erbes aneigneten. So verbrachte er viel Zeit bei seinem Großvater Vigfús. Als er schließlich nach Hause zurückkehrte, trug er drei Geschenke seines Großvaters bei sich; einen Mantel, einen Speer und ein Schwert. Nach seiner Heimkehr tötete er Sigmundr, wurde jedoch freigesprochen und erfordert das ihm zustehende Eigentum von Sigmundrs Sohn Þorkell zurück. Er wurde zu einem wichtigen Mann in diesem Gebiet bis sich schließlich herausstellte, dass er einen falschen Schwur geleistet hatte. Glúm begibt sich daraufhin ins Exil nach Öxnadal, wo er ein hohes Alter erreichte und erblindete. Ein weiteres Thema der Saga ist die Verehrung der nordischen Götter wie Odin oder Freyr, von der ihn sein Großvater erzogen hatte. Drei Jahre vor seinem Tod ließ er sich taufen und nahm den christlichen Glauben an.